# ده‌نو (ترکمنستان)
دِهِ نو (به ترکمنی: Dänew دأنو، به روسی: Дянев) یا سابقا  قالقینیش (به ترکمنی: Galkynyş، قالقیٛنیٛش) یک منطقه مسکونی در ترکمنستان است که در استان لب آب واقع شده است. ده نو مرکزی اداری شهرستان ده‌نو است و از سال ۱۹۳۵ به‌عنوان شهرک شناخته می‌شود. نام این ناحیه در سال ۲۰۰۱ میلادی از قالقینیش به ده نو تغییر پیدا کرد.